# 科学局
科学局（かがくきょく）は、戦前期の文部省の内部部局の一つ。

## 概要
戦時下の科学行政強化を目的とし、1942年（昭和17年）11月1日、行政簡素化実施のための文部省官制改正により文部省の内部部局として科学局が設置された。局内には企画課・施設課が置かれ、科学研究の振興、科学教育指導、帝国学士院に関する業務を管掌した。
戦後、1945年（昭和20年）9月5日に科学教育局へ改組された。

## 歴代局長
文部省科学局長
- 生悦住求馬：1942年11月1日 - 1943年6月30日
- 清水虎雄：1943年7月1日 - 1945年6月10日
- （事務取扱）藤野恵：1945年6月10日 - 1945年6月13日
- 有光次郎：1945年6月13日 - 1945年9月4日（科学教育局へ改組）